# بوبكورن تايم
بوبكورن تايم هو مشغل وسائط متعدد المنصات حر ومفتوح المصدر، البرنامج هو بديل مجاني للخدمات المدفوعة التي تقدم خدمة بث المقاطع مثل نيتفليكس، ويقوم البرنامج ببث الأفلام المقرصنة مباشرة من موقع YTS ومتتبعات بت تورنت أخرى.
جذب البرنامج في وقت وجيز انتباه الإعلام، حيث قارنه البعض بموقع نيتفليكس نظرًا لسهولة استخدامه، أُوقِف البرنامج فجأةً من قبل مطوريه في 14 مارس 2014، الذين قالوا أنهم أرادوا التنحي ببساطة من المشروع خيرًا لهم من متابعة النقاش حول قانونيته، لكن سرعان ما تبناه مطورون آخرون.

## طريقة العمل
تعرض واجهة البرنامج عناوين الأفلام وصورًا مصغرة لها، ويمكن البحث عن الأفلام في البرنامج أو استعراضها حسب وفقًا للنوع. عندما يضغط المستخدم على فيلم معين يبدأ البرنامج عبر البت تورنت، وكجميع عملاء بت تورنت فإن البرنامج يوزع الفيلم للقرناء الآخرين.
الشرعية القانونية للبرنامج غير واضحة تمامًا، فموقعه يدعي أنه «قد» يكون غير قانوني وفقًا للقانون المحلي لمستخدمه، ويقول مطوروه: «البرنامج كمشروعي هو قانوني، لقد تحقننا أربع مرات.»

## الإستقبال
أصبح البرنامج موضع اهتمام الإعلام بسبب سهولة استخدامه، ووصفته سي بي إس نيوز بالنيتفليكس للقراصنة، كما أشارت لمؤهلاته ومميزاته التي تفوق هذا الأخير مثل حجم مكتبته. قالت كاتلين دوي من صحيفة واشنطن بوست أن بوبكورن تايم ربما يكون محاولة لجعل نظام التورنت الصعب أكثر يسرًا بواجهة جديدة وسهلة الاستخدام.

## التوقف والإنطلاق مجددًا
في 14 مارس 2014، حذف كلٌّ من موقع البرنامج ومستودعه على غيت هاب فجأة، وقال مطوروه أنهم أرادوا المضي قدُمًا، وقالوا أيضًا: «وضعتنا تجربتها هذه على عتبة نقاش لا متناهٍ حول القرصنة والحقوق الملكية، والدعاوى القانونية التي جعلتنا نشعر بالخطر بسبب فعلنا لما نحبه، وهذه ليست معركة نريد أن نكون فيها.» 
بعد هذا الإعلان، تبنى فريقان تطوير البرنامج، واستخدم الاثنان اسم بوبكورن تايم، وكلاهما يملك موقعين مختلفين، واحد بموقع Get-Popcorn.com والآخر يستخدم موقع Time4Popcorn.eu.